# Párutca

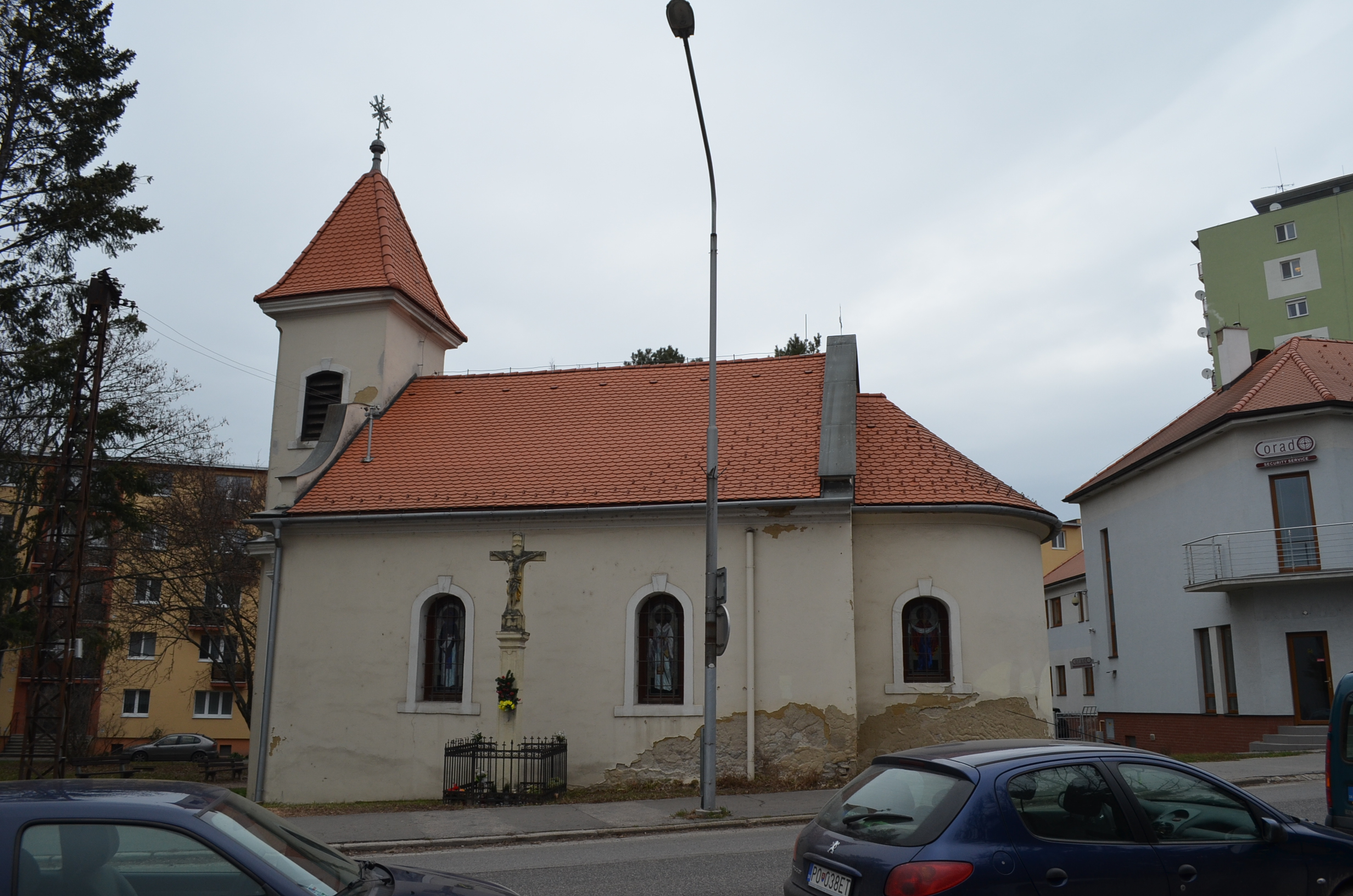
Szent István király temploma

Párutca (szlovákul: Párovce) Nyitra városrésze Szlovákiában, a Nyitrai kerületben, a Nyitrai járásban. Korábban önálló település.

## Fekvése
Nyitra óvárosa mellett, a várdombtól délnyugatra, a Nyitra folyó jobb partján fekszik.

## Története
A Szent István templom körüli régészeti leletek alapján a 8. századtól létezett itt település.
A település a középkorban kezdetben Nyitra várának tartozékaként királyi birtok volt, ahová a 11. században zsidó lakosság települt. 1113-ban mons Judeorum néven a zobori apátság birtokaként említik először. 1248-ban szintén zsidó településként említik castrum Judeorum néven.
1343-ban Parulcha néven szerepel írott forrásban. A 14. században a Hontpázmány nemzetség birtoka volt, majd a Babothy és gróf Cseszneky családok szerepelnek a falu birtokosaként. 1423-ban Parulcha-i Bubal (dictus) László feleségét említik. A 13-15. században megyei vám és sóraktár volt itt, illetve a 16. századig megyei gyűlések színhelye. A 16. században a Ferenc rendiek halastava a település területén volt, melyért cserébe a ferenceseknél temették halottaikat.
1703-ban a kuruc hadak égették fel. A 18. század első felében Morvaországból érkező zsidók telepedtek le a községben, ezzel a település zsidó jellege tovább erősödött. 1752-ben földesurai az Almássy, Bossányi, Dezsericzky, Huszár, Kereskényi, László, Szőllőssy, Tarnóczy, Uzsovics és Vladár családok, illetve a nyitrai káptalan és a piaristák. Első zsinagógája 1766-ban épült, majd 1818-ban újat építettek. Rabbiképző iskolája is nevezetes volt. 1831-ben a kolera pusztított, aminek összesen 155 áldozata volt itt. 1848-ban és 1850-ben is magas volt a járványok áldozatainak száma, összesen 109. 1872-ben létesült Rapp gépgyártó üzeme, melyet 1877-ben vásárolt meg a Weiss-Verő család. Ezt 1888-ban öntödével bővítették. 1883-ban jött létre a Párutcai Kereskedelmi Bank és az Önkéntes Tűzoltó Egylet.
A falu 1786-tól Parucza, 1873-tól Párutca néven ismeretes. 1886-óta Nyitra város része.
A zsidó bevándorlók legnépesebb csoportja a 19. század végén érkezett a településre. Zsinagógáját 1903-ban újították fel. A második világháború idején a fasiszta Szlovák állam zsidóüldözéseinek következtében a párutcai zsidóság szinte teljes egészében megszűnt létezni, lakóházaikat és a zsinagógát a háború után lebontották. Az egykori község egyetlen fennmaradt épülete a Szent István templom, melyet a szocializmus évtizedeiben épített panelházak vesznek körül.
Vályi András szerint „PARUCZA. Magyar, és tót falu Nyitra Vármegyében, földes Urai több Uraságok, lakosai külömbfélék, fekszik Nyitrához közel, mellynek filiája, határja jól termő.”
Fényes Elek szerint „Parutsza, vegyes tót-zsidó f., Nyitra vmegyében, mintegy külvárosa Nyitrának, 985 kath., 1500 zsidó lak., synagógával. Van szőlőhegye. F. u. több közbirtokosok”
A faluhoz tartozott Súdol, melyet 1248-ban Sedew formában említenek. 1562-ben Sydo, 1641-ben Sudeo alakban szerepel. 1728-tól a párutcai szőlőhegy lett, melyen 1763-ban emeltek Orbán kápolnát.

## Népessége
A 19. század közepén 2485 lakosából 1500 zsidó volt.
1872-ben 2931 lakosa élt 234 házban, és a vármegye legnagyobb faluja volt.
1880-ban 1253 szlovák és 324 magyar anyanyelvű lakosa volt.

## Neves személyek
- Itt született Schlesinger Lipót 48-as honvédhadnagy.[14]
- Itt született 1873-ban Atovich Ferenc tanító, nyelvész, népdalgyűjtő.

## Nevezetességei

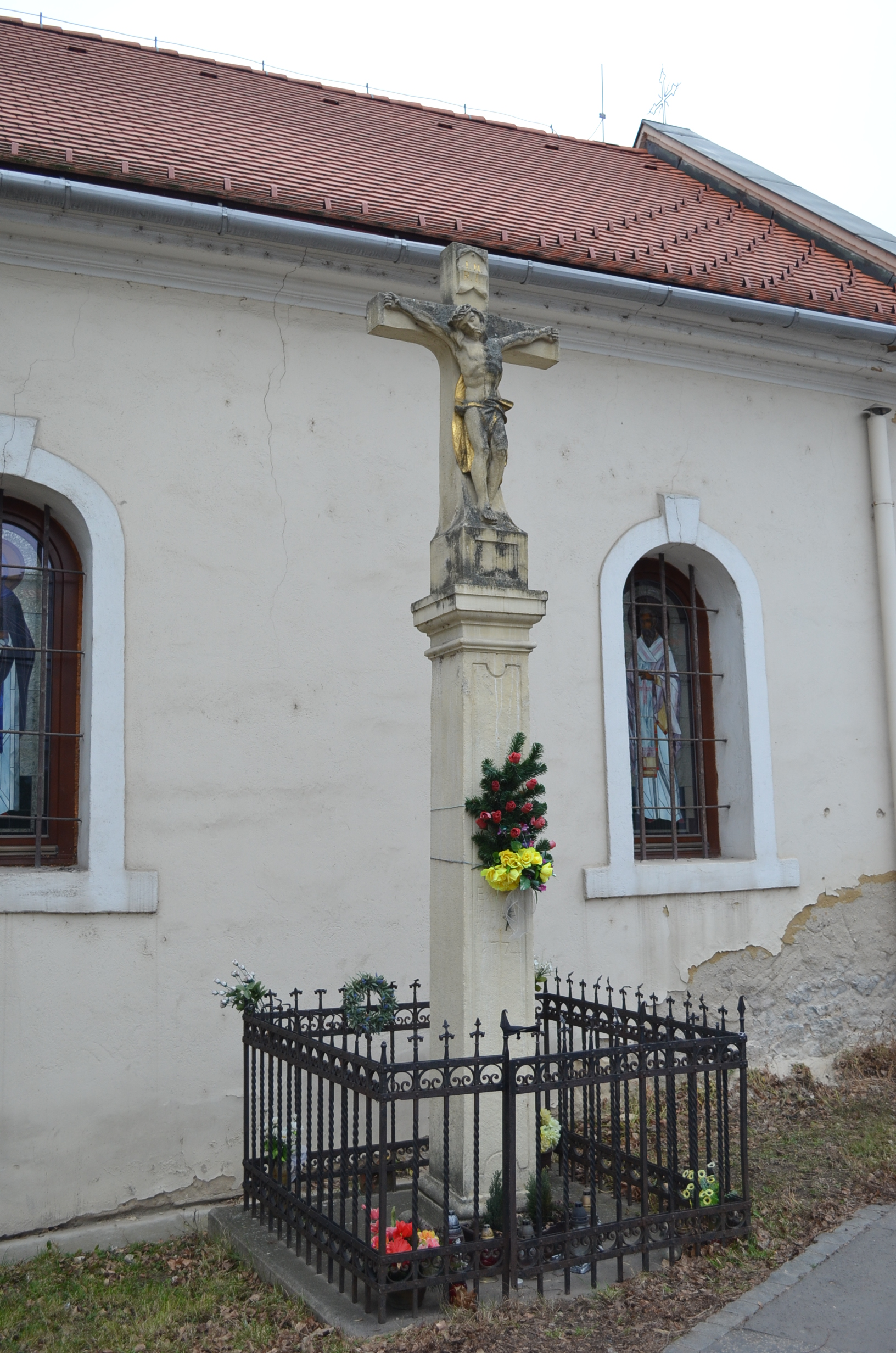

- Szent István király tiszteletére szentelt templomát, mely Szlovákia egyik legrégibb eredetű műemlék épülete, a 11.–12. században román stílusban építették. Az eredeti építményből azonban kevés maradt fenn, mivel a törökdúlás idején lerombolták. Az egyhajós templomot 1720-ban Mattyasovszky László püspök barokk stílusban építtette újjá,[15] tornyát is ekkor emelték. Barokk oltára szintén 18. századi. A sekrestye és a kórus 1907-ben épült. Az 1950-es évek végén végzett régészeti feltárásakor hajójában sírokra bukkantak.[16] A templom jelenleg a görögkatolikusoké.
- 1913-ban épített transzformátorháza ipari műemlék.
- A zsidó temető az egykori falu déli részén fekszik. Holokauszt emlékművét 1951-ben emelték.
- Városi park. A várdombtól nyugatra elterülő, 20 hektáros park legrégibb, északi részét még a 19. század közepén létesítették. Bejáratánál Finta Sándor szobrászművész 1918-ban felavatott Hősök emlékműve. A városi strandfürdő a park középső részén fekszik, medencéi felől szép kilátás nyílik a várra. A park déli részén két tó, a Kis- és a Nagy-Hangócka terülnek el.

## Külső hivatkozások
- Párutca Nyitra város honlapján Archiválva 2007. május 14-i dátummal a Wayback Machine-ben